# 北海道大学大学院理学研究院・大学院理学院・理学部

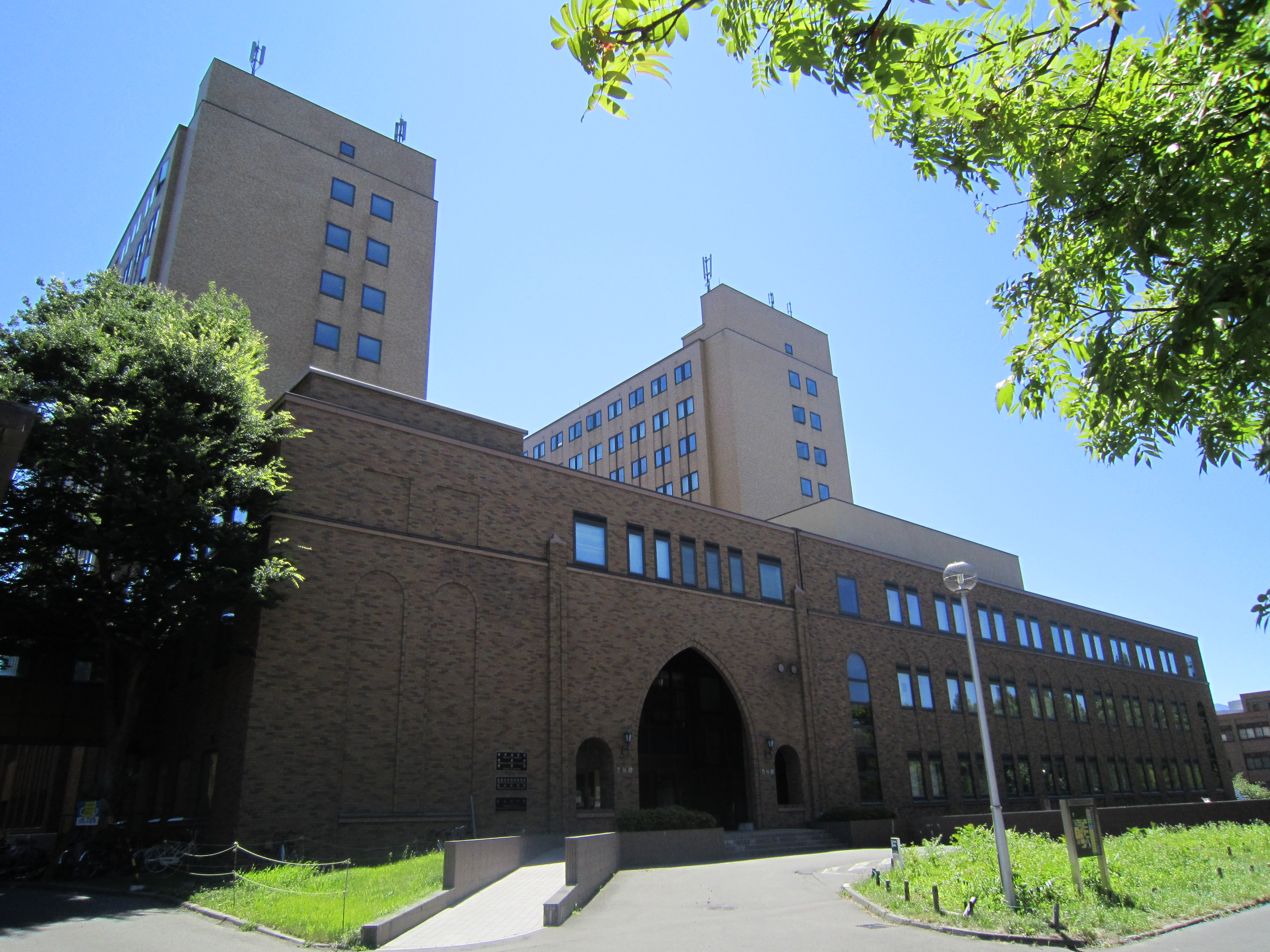
北海道大学 理学部

北海道大学大学院理学研究院（ほっかいどうだいがくだいがくいんりがくけんきゅういん、英称；Faculty of Science）および北海道大学大学院理学院（ほっかいどうだいがくだいがくいんりがくいん、英称：Graduate School of Science）は、北海道大学大学院に設置される研究科以外の組織の一つである。また、北海道大学理学部（ほっかいどうだいがくりがくぶ、英称:School of Science）は、北海道大学に設置される学部の一つである。

## 概要
北海道大学理学部は、帝国会議での承認を経て、真島利行を設立委員長とし中谷宇吉郎、茅誠司など様々な大学の出身者が教員として招聘され、1930年に北海道帝国大学に設置された学部である。1953年に大学院理学研究科を設置した。2010年には北海道大学理学部出身で、鈴木カップリングで著名な鈴木章北海道大学名誉教授がノーベル化学賞を受賞している。

## 化学科教員追い出し部屋ハラスメント
2024年5月9日および9月30日に、特定の教員を狭い部屋に配置したり学生指導から外させたりするなどの複数の 追い出し部屋行為が化学部門で行われていると、新聞報道された。取材に対応した松井雅樹、石森浩一郎、村越敬の三名の教授は、行為の存在を認めその正当性を主張した。第二報については個別の人事の話であるとして取材回答を控えた。複数の専門家の人権感覚がないという批判や、労働契約上の法的問題が紙面にて指摘された。職員組合による大学への事実確認と改善の要望なども行われたが、大学は見解を公表していない。

## 化学部門における研究不正
澤村正也教授らは、2020年にScience誌から発表した論文ほか複数の論文でデータ改ざんがあったとして、2022年4月、論文を取り下げた。大学が設置した調査委員会は4報の論文について調査を行い、核磁気共鳴スペクトルおよびクロマトグラフのデータに、捏造（ねつぞう）519カ所、改ざん317カ所を認めた。

## 化学部門男性助教が暴力行為で複数人にけが負わす
北海道大理学研究院の助教が2025年6月、学内で酒に酔って複数の学生に暴力をふるいケガをさせた。2025年6月19–20日にかけて開催された化学部門主催の野球大会および大学構内でのジンギスカンパーティーにおいて、男性助教が泥酔の末に複数の学生に対して暴力を振るい、けがを負わせたことが大学関係者への取材で判明した。大学は暴力発生を認め、規則に基づく処分を表明した。化学部門では2025年7月30日付で「研究室において飲酒による暴力行為が発生した」として、泥酔状態になるまでの飲酒禁止や、飲酒時の暴力行為・セクハラ・迷惑行為を禁止するガイドラインを部門内で共有している。

## 沿革
- 1930年 - 北海道帝国大学に理学部を設置[1]。
- 1953年 - 大学院理学研究科を設置[1]。
- 1995年 - 大学院重点化を完了[1]。
- 2006年 - 理学研究科を、理学研究院、理学院、先端生命科学研究院、生命科学院に改組[1]。

## 学科
- 入学・編入学定員300人[10]
  - 数学科[10]
  - 物理学科[10]
  - 化学科[10]
  - 生物科学科[10]
  - 地球惑星科学科[10]

## 専攻
- 入学・編入学定員129人[10]
  - 数学専攻[10]
  - 物性物理学専攻[10]
  - 宇宙理学専攻[10]
  - 自然史科学専攻[10]
- 関連する大学院とその専攻
  - 総合化学院総合化学専攻
  - 生命科学院生命科学専攻
  - 生命科学院ソフトマター専攻

## 著名な出身者

### 政治
- 葉梨信行 - 元自治大臣、元衆議院議員葉梨新五郎の長男
- 斉藤節 - 元衆議院議員、創価大学名誉教授

### 行政
- 梅澤邦臣 - 元科学技術事務次官、元原子力安全技術センター理事長、元海洋科学技術センター理事長
- 大澤弘之 - 元科学技術事務次官、元宇宙開発事業団理事長

### 経済
- 伊佐功 - 元日本カーリット社長、元日本保安炎筒工業会会長、電気化学協会棚橋賞
- 石黒成直 - TDK社長
- 角一幸 - 元TKC社長
- 水野惣平 - 元アラビア石油社長

### 研究
- 青木清 - 動物行動学、上智大学名誉教授
- 安藤毅 - 数学、北海道大学名誉教授
- 石川智久 - 薬学、元東京工業大学教授

- 伊藤和行 - 科学史、京都大学文学部教授
- 伊藤隆夫 - 化学、広島大学名誉教授、元コロラド大学客員教授
- 今村泰二 - 動物学、元茨城大学教授、元ダニ類研究会会長、紫綬褒章
- 入舩徹男 - 物理学、愛媛大学特別栄誉教授、紫綬褒章、フンボルト賞、ブリッジマン賞
- 上野貢生 - 化学者、北海道大学教授
- 梅澤純夫 - 化学、慶應義塾大学名誉教授、元日本化学会副会長、日本学士院賞、日本化学会賞
- 大木聖子 - 地球科学、慶應義塾大学准教授、産経児童出版文化賞JR賞
- 大野陽朗 - 物理学、北海道大学名誉教授
- 大本洋 - 地球科学、ペンシルヴァニア州立大学教授、元東京大学教授、F.W.クラークメダル、加藤武夫賞
- 岡田弘 - 地球科学、北海道大学名誉教授
- 尾﨑由紀子 - 材料工学、九州大学教授、元JFEスチール理事、粉体粉末冶金協会副会長、日本学術会議会員
- 小山内康人 - 地質学、九州大学名誉教授、元日本鉱物科学会会長、元南極地域観測隊隊長
- 木崎甲子郎 - 地質学、琉球大学名誉教授、沖縄タイムス出版文化賞、伊波普猷賞
- 小島吉雄 - 魚類学、関西学院大学名誉教授
- 掛下知行 - 材料科学、大阪大学名誉教授、福井工業大学学長、元日本金属学会会長、元八大学工学系連合会会長
- 衣笠善博 - 地質学、東京工業大学名誉教授
- 加藤誠 - 地質学、北海道大学名誉教授、日本地質学会論文賞
- 川路紳治 - 物性物理学、学習院大学名誉教授、日本学士院賞、紫綬褒章、量子ホール効果を発見、川路聖謨曾孫
- 河村純一 - 化学、東北大学名誉教授、元固体イオニクス学会会長
- 木村学 - 地質学、東京大学名誉教授、元日本地球惑星科学連合会長、元日本地質学会会長
- 越昭三 - 数学、北海道大学名誉教授
- 小薗英雄 - 数学、東北大学名誉教授、早稲田大学教授、元日本数学会理事長、秋季賞、フィリップ・フランツ・フォン・ジーボルト賞
- 勝井信勝 - 有機化学、北海道大学名誉教授
- 金三純 - 生物学、元ソウル女子大学校教授、元韓国菌学会会長、韓国学術院名誉会員
- 楠宏 - 地球物理学、国立極地研究所名誉教授、元南極観測隊長
- 桑島邦博 - 生物物理学、東京大学名誉教授、分子科学研究所名誉教授、元日本蛋白質科学会会長
- 桑原万寿太郎 - 動物行動学、九州大学名誉教授、元岡崎国立共同研究機構長、毎日出版文化賞、産経児童出版文化賞
- 倉茂好匡 - 地球物理学、滋賀県立大学副学長、元日本地形学連合会長
- 小西正一 - 動物行動学、カリフォルニア工科大学名誉教授、グルーバー賞、ローゼンスティール賞、国際生物学賞
- 小林禎作 - 物理学、元北海道大学教授、日本気象学会賞
- 小松正幸 - 地質学、元愛媛大学学長、元日本地質学会会長
- 齋藤軍治 - 化学、京都大学名誉教授、紫綬褒章、日本化学会賞
- 斎藤恒行 - 水産学、北海道大学名誉教授、日本水産学会功績賞
- 嵯峨直恆 - 水産学、北海道大学名誉教授、函館国際水産・海洋都市推進機構長、元マリンバイオテクノロジー学会会長
- 坂本雄三 - 建築環境工学、東京大学名誉教授、元建築研究所理事長、元空気調和・衛生工学会会長
- 笹木圭子 - 資源工学、九州大学名誉教授、早稲田大学教授、元資源・素材学会会長、日本学術会議会員
- 佐々木忠義 - 海洋物理学、元東京水産大学学長、理化学研究所名誉研究員、元日仏海洋学会会長
- 佐々木本道 - 細胞生物学、北海道大学名誉教授、元佐々木研究所所長
- 佐竹健治 - 地震学、東京大学地震研究所所長、国際地震学及び地球内部物理学協会会長、日本活断層学会会長
- 塩原肇 - 地球物理学、東京大学教授
- 澤岡昭 - 物理学、元東京工業大学教授、大同大学名誉学長
- 清水久芳 - 地球惑星物理学、東京大学教授
- 杉田護 - 植物学、名古屋大学教授、日本遺伝学会奨励賞
- 鈴木章 - 化学、北海道大学名誉教授、ノーベル化学賞、文化勲章、日本学士院会員、日本学士院賞
- 鈴木秀次 - 物理学、東京大学名誉教授、日本学士院賞
- 澤口俊之 - 生物学、元北海道大学教授
- 高森隆勝 - 工学、北海道大学名誉教授、日本鉱業会論文賞
- 武尾実 - 火山地震学、東京大学名誉教授、気象庁参与
- 多羽田哲也 - 発生生物学、東京大学教授
- 田村類 - 化学、京都大学名誉教授
- 坪木和久 - 気象学、名古屋大学教授
- 栃内新 - 生物学、元北海道大学教授
- 豊国秀夫 - 植物学、信州大学教授
- 林実樹廣 - 数学、北海道大学教授
- 中尾欣四郎 - 地球物理学、北海道大学名誉教授
- 西平重喜 - 統計学、統計数理研究所名誉所員、元日本統計学会理事長
- 二村良彦 - 計算機科学、元早稲田大学教授
- 丹羽貴知蔵 - 金属学、第10代北海道大学学長
- 林実樹廣 - 数学、北海道大学教授
- 東正剛 - 生物学、北海道大学名誉教授
- 樋口敬二 - 雪氷物理学、名古屋大学名誉教授、元名古屋市科学館長、紫綬褒章、日本エッセイスト・クラブ賞
- 福田信之 - 物理学、第3代筑波大学学長、元世界平和教授アカデミー会員、元日韓トンネル研究会顧問
- 古市二郎 - 物理学、第8代北海道大学学長
- 古村孝志 - 地震学、東京大学地震研究所所長・教授、日本地震学会副会長
- 穂刈四三二 - 数学、東京都立大学名誉教授
- 堀淳一 - 物理学、北海道大学名誉教授、日本エッセイストクラブ賞
- 前川泰則 - 数学、京都大学教授、日本学術振興会賞、春季賞
- 増田隆一 - 動物学、北海道大学教授、日本動物学会論文賞
- 松下三十郎 - 化学、北海道大学名誉教授
- 馬渡峻輔 - 動物学、北海道大学名誉教授
- 湊正雄 - 地質学、北海道大学名誉教授、元日本地質学会会長、毎日出版文化賞
- 宮下純夫 - 地球科学、新潟大学名誉教授、元日本地質学会会長
- 宮原将平 - 物理学、北海道大学名誉教授、元日本物理学会会長
- 村田全 - 数学史、立教大学名誉教授
- 毛利信男 - 物理学、元東京大学教授、日本物理学会論文賞
- 八木健彦 - 物理学、元東京大学物性研究所副所長、元日本高圧力学会会長、フンボルト賞、ブリッジマン賞
- 柳町隆造 - 生物学、ハワイ大学名誉教授、国際生物学賞、日本動物学会賞
- 山田家正 - 植物生態学、元小樽商科大学学長、元北海道開拓記念館館長
- 山田幸男 - 藻類学、元北海道大学教授、日本藻類学会初代会長
- 山田雅博 - 数学者、岐阜大学教授
- 山村悦夫 - 土木工学、北海道大学名誉教授、元日本地域学会会長、元地理情報システム学会会長
- 横山伸也 - エネルギー学、東京大学名誉教授、元日本エネルギー学会副会長
- 米谷民明 - 物理学、東京大学名誉教授
- 米谷民明 - 物理学、東京大学名誉教授
- 渡邊賢司 - 材料工学、物質・材料研究機構主席研究員、クラリベイト・アナリティクス引用栄誉賞
- 渡邉興亞 - 氷雪学、元国立極地研究所所長、元南極地域観測隊隊長

### 文化
- 草野原々 - SF作家、星雲賞日本短編部門
- 山前譲 - 推理小説研究家、ミステリー文学資料館編集委員、日本推理作家協会賞
- 栗城宏 - 脚本家、演出家、秋田県芸術選奨
- 大西茂 - 美術家、数学者
- 児玉幸子 - 芸術家、電気通信大学准教授、文化庁メディア芸術祭ジタルアートインタラクティブ部門大賞
- 村上茂樹 - アマチュア天文家、コメットハンター、森林総合研究所九州支所産学官民連携推進調整監
- 齋藤彩 - ノンフィクション作家、元共同通信社記者

### ジャーナリスト、アナウンサー、気象予報士
- 太田泰彦 - 日本経済新聞論説委員兼編集委員、ボーン・上田記念国際記者賞
- 土屋統督 - 元TBSアナウンサー
- 岩田総司 - 気象予報士

### その他
- 毛利衛 - 宇宙飛行士、日本科学未来館館長、日本宇宙少年団団長、日本宇宙生物科学会功績賞
- 久保田宏 - 医師、元名寄市立総合病院院長、名寄市立大学初代学長
- 牧田習 - タレント

## 博士号取得者
- 久保伊津男 - 海洋生物学、元東京水産大学教授、日本水産学会賞
- 慶伊富長 - 物理化学、東京工業大学名誉教授、初代北陸先端科学技術大学院大学学長、元触媒学会会長
- 篠遠喜彦 - 人類学、元ビショップ博物館人類学部長、吉川英治文化賞
- 橘髙重義 - 電気化学、元東京理科大学理事長、元日本私立大学協会会長
- 松原喜代松 - 魚類学、元京都大学教授、日本水産学会賞